# Эрнандес Герреро, Хильберто
Хильберто Эрнандес Герреро (исп. Gilberto Hernández Guerrero; 4 февраля 1970) — мексиканский шахматист, гроссмейстер (1995).
Четырёхкратный чемпион Мексики (1992, 1994, 1995, 2009).
В 14 лет он стал национальным мастером, а в 16 лет — мастером ФИДЕ, завоевав золотую медаль на Панамериканских играх среди игроков до 16 лет в Пуэрто-Рико. В 17 лет он принял участие в зональном турнире на Кубе, где получил свою первую норму международного мастера.
В составе национальной сборной участник 10 олимпиад (1986—1994, 1998, 2004, 2008—2010, 2014) и 4-го панамериканского командного чемпионата (1991) в г. Гуарапуаве, где выиграл серебряную медаль в индивидуальном зачёте.
Дважды выигрывал серебряные медали командного чемпионата Испании в индивидуальном зачёте: в 1999 (играл на первой доске за клуб «Alzira-Hilaturas Presencia») и в 2002 (играл на второй доске за клуб «Valencia-Grupo Bali»). По другим данным, в 2002 году он выиграл «золото».

## Таблица результатов
| Год  | Город          | Турнир         | + | − | = | Результат | Место |
| ---- | -------------- | -------------- | - | - | - | --------- | ----- |
| 1986 | Дубай          | 27-я олимпиада | 5 | 1 | 4 | 7 из 10   |       |
| 1988 | Салоники       | 28-я олимпиада | 2 | 3 | 3 | 3½ из 8   |       |
| 1990 | Нови-Сад       | 29-я олимпиада | 4 | 1 | 7 | 7½ из 12  |       |
| 1992 | Манила         | 30-я олимпиада | 1 | 5 | 4 | 3 из 10   |       |
| 1994 | Москва         | 31-я олимпиада | 3 | 1 | 8 | 7 из 12   |       |
| 1998 | Элиста         | 33-я олимпиада | 3 | 1 | 6 | 6 из 10   |       |
| 2004 | Кальвиа        | 34-я олимпиада | 2 | 2 | 8 | 6 из 12   |       |
| 2008 | Дрезден        | 36-я олимпиада | 5 | 1 | 1 | 5½ из 7   |       |
| 2010 | Ханты-Мансийск | 37-я олимпиада | 2 | 3 | 2 | 3 из 7    |       |
|      |                |                |   |   |   | из        |       |

## Изменения рейтинга
| Графики недоступны из-за технических проблем. См. информацию на Фабрикаторе и на mediawiki.org. |